# Lyø Sogn
Lyø Sogn er et sogn i Fåborg Provsti (Fyens Stift).
I 1800-tallet var Lyø Sogn et selvstændigt pastorat. Det hørte til Sallinge Herred i Svendborg Amt. Lyø sognekommune blev inden kommunalreformen i 1970 indlemmet i Faaborg Købstad, der ved selve reformen blev kernen i Faaborg Kommune. Ved strukturreformen i 2007 indgik den i Faaborg-Midtfyn Kommune.
I Lyø Sogn ligger Lyø Kirke.
I sognet findes følgende autoriserede stednavne:
- Bådsted (bebyggelse)
- Lyø (areal, ejerlav)
- Lyø By (bebyggelse)
- Lyø Havn (vandareal)
- Revet (areal)
- Vestersjo (vandareal)